# Saint-Herménégilde
Saint-Herménégilde es un municipio canadiense situado en la provincia de Quebec.

## Superficie
Saint-Herménégilde tiene una superficie de 166,15 km².

## Demografía
En 2021, tenía 690 habitantes, una densidad poblacional de 4,2 hab./km², y 543 viviendas.